# 4294967295-hörning

Lista över alla de 31 (= 2^{5} - 1) kända geometriskt konstruerbara regelbundna polygonerna med udda antal hörn i rött (och därutöver de med jämna antal under 1000 i svart).

En regelbunden 4 294 967 295-hörning (232 - 1) är den polygon som har det största kända udda antalet hörn (eller sidor) som är konstruerbar med passare och rätskiva. Talet 4 294 967 295 är nämligen produkten av alla de fem kända Fermatprimtalen F0 = 3, F1 = 5, F2 = 17, F3 = 257 och F4 = 65 537.
Eftersom Gauss visade att det endast är regelbundna polygoner med antal hörn som är produkter av olika fermatprimtal och/eller heltalspotenser av två som är geometriskt konstruerbara är produkten av de fem kända udda Fermatprimtalen verkligen det största antalet udda hörn som en konstruerbar regelbunden polygon, såvitt känt, kan ha. Det sjätte Fermattalet  F5 = 232+1 = 4 294 967 297 är inte ett primtal, eftersom 641 · 6 700 417 = 4 294 967 297. Likaså är Fn ett sammansatt tal för {\displaystyle n=6,7,\ldots ,32}, och det finns en förmodan om att detta också gäller alla större värden på n.
Konstruktionen av en 4 294 967 295-hörning är enkel i teorin, men såklart helt ogenomförbar i praktiken. Man börjar med en cirkel och konstruerar en inskriven liksidig triangel. Man konstruerar sedan regelbundna inskrivna femhörningar utgående från de tre triangelhörnen (se pentagon för en beskrivning av förfarandet) och erhåller härvid en regelbunden femtonhörning (vars hörn är de fem hörnen i vardera av de tre femhörningarna). Utgående från dessa femton hörn konstruerar men femton sjuttonhörningar och får därvid en regelbunden 255-hörning från de femton sjuttonhörningarnas hörn. Från de 255 hörnen konstruerar man 255 stycken 257-hörningar, vilket ger en regelbunden 65 535-hörning och utgående från dess 65 535 hörn konstruerar men sedan 65 537-hörningar så att man får en (655 35 ⋅ 655 37 =) 4 294 967 295-hörning.
Om en regelbunden 4 294 967 295-hörning skulle skapas med ekvatorn som omskriven cirkel skulle varje sida ha längden:
{\displaystyle s\approx {\frac {12\ 756,\!32\cdot \pi \ {\mbox{km}}}{4\ 294\ 967\ 295}}\approx 9,3\ {\mbox{mm}}}

## Förklaringar och anmärkningar
1. ↑  Detta visas lätt med hjälp av litet potensräknelagar samt upprepad användning av konjugatregeln. {\displaystyle 2^{32}=2^{2^{5}}=2^{2^{4}\cdot 2}=(2^{2^{4}})^{2}} (det sista enligt den allmänna potensräknelagen {\displaystyle a^{bc}=(a^{b})^{c}}), och {\displaystyle 1=1^{2}}, så vi får verkligen {\displaystyle 2^{32}-1=(2^{16})^{2}-1^{2}=(2^{16}+1)\cdot (2^{16}-1)=(2^{16}+1)\cdot ((2^{8})^{2}-1^{2})=\ldots =(2^{16}+1)\cdot (2^{8}+1)\cdot (2^{4}+1)\cdot (2^{2}+1)\cdot (2^{1}+1)\cdot (2^{1}-1)=F_{4}\cdot F_{3}\cdot F_{2}\cdot F_{1}\cdot F_{0}\cdot 1}.
2. ↑  Man behöver dock inte konstruera en ny femhörning för varje av de tre hörnen. Det räcker med att avsätta avstånden mellan den först konstruerade femhörningens hörn och det triangelhörn man utgick från för de båda återstående triangelhörnen på cirkeln. Samma resonemang gäller de följande konstruktionerna.